# NGC 6737
NGC 6737 is een open sterrenhoop in het sterrenbeeld Boogschutter. Het hemelobject werd op 14 juli 1830 ontdekt door de Britse astronoom John Herschel. Deze open sterrenhoop bevindt zich op minder dan een graad ten zuidoosten van de planetaire nevel Abell 51 (PK17-10.1).

## Synoniemen
- ESO 592-**8